# New Castle County
New Castle County er et county i den amerikanske delstat Delaware.
39°35′N 75°38′V / 39.58°N 75.64°V